# Fabrizio De Magistris
Fabrizio De Magistris (fl. XVI-XVII secolo) è stato uno scultore italiano attivo in Lombardia tra il 1595 e il 1602.

## Biografia
L'artista a oggi rimane quasi pressoché sconosciuto e l'unico periodo certo della sua attività va dal 1595 al 1602.
Le poche opere superstiti sono le trentadue statue in legno di pioppo nel Santuario di Santa Maria di Piazza e un'Assunta in legno dorato a Gorla Maggiore anche se, in origine, si trovava a Busto Arsizio.
Sappiamo, inoltre che l'artista ha lavorato con Giovanni Ambrogio Santagostino (autore del coro ligneo di San Vittore al Corpo a Milano), per realizzare il tabernacolo della Basilica di San Giovanni Battista, oggi perduto nella ricostruzione della chiesa. 
Il De Magistris, in ambito stilistico, mostrava similitudini stilistiche con artisti attivi nel Duomo di Milano come Cristoforo Prestinari, Andrea Rinaldi, Pietro Antonio Daverio e Francesco Brambilla.